# New Wave Hot Dogs
New Wave Hot Dogs je druhé studiové album americké rockové skupiny Yo La Tengo, vydané v roce 1987 u vydavatelství Coyote Records. Album obsahuje celkem dvanáct písní, z toho jednu coververzi. Jde o píseň „It's Alright (The Way That You Live)“ od skupiny The Velvet Underground, která však nikdy nevyšla na žádném studiovém albu.

## Seznam skladeb
| Pořadí | Název                                | Autor                     | Délka |
| ------ | ------------------------------------ | ------------------------- | ----- |
| 1.     | Clunk                                | Ira Kaplan                | 3:32  |
| 2.     | Did I Tell You                       | Ira Kaplan                | 3:30  |
| 3.     | House Fall Down                      | Ira Kaplan                | 2:45  |
| 4.     | Lewis                                | Ira Kaplan                | 2:31  |
| 5.     | Lost in Bessemer                     | Ira Kaplan                | 1:22  |
| 6.     | It's Alright (The Way That You Live) | Lou Reed                  | 4:10  |
| 7.     | 3 Blocks from Groove Street          | Ira Kaplan                | 2:24  |
| 8.     | Let's Compromise                     | Ira Kaplan                | 1:51  |
| 9.     | Serpentine                           | Ira Kaplan, Phil Milstein | 1:57  |
| 10.    | A Shy Dog                            | Ira Kaplan                | 3:36  |
| 11.    | No Water                             | Ira Kaplan, Phil Milstein | 3:18  |
| 12.    | The Story of Jazz                    | Ira Kaplan                | 3:34  |

## Obsazení
- Ira Kaplan – kytara, zpěv
- Stephan Wichnewski – baskytara
- Georgia Hubley – bicí
- Chris Stameyg – kytara v „Lewis“ a „No Water“
- Dave Rick – kytara v „Let's Compromise“